# K-1 WORLD MAX 2010 IN SEOUL -70kg World Championship Tournament FINAL16
K-1 WORLD MAX 2010 IN SEOUL -70kg World Championship Tournament FINAL16は、K-1の大会の一つ。
2010年10月3日、韓国・ソウルのオリンピック第1体育館で行われた。前日10月2日に同会場で開催されたK-1 WORLD GP 2010 IN SEOUL FINAL16と合わせ、K-1初の2日連続興行として「K-1 DOUBLE IMPACT F16」と銘打ち開催された。
本大会はUstreamを通じて、インターネットで無料ライブ中継された。

## 大会概要
-70kg World Championship Tournamentの1回戦5試合が行なわれ、マイク・ザンビディス、モハメド・カマル、ミハウ・グロガフスキー、ジョルジオ・ペトロシアン、ドラゴが勝利。7月5日に行なわれたK-1 WORLD MAX 2010 〜-70kg World Championship Tournament FINAL16 / -63kg Japan Tournament FINAL〜で勝ち抜いた長島☆自演乙☆雄一郎、佐藤嘉洋、アルバート・クラウスの3人と合わせ、11月8日に開催される決勝大会進出者が決定した。
10月4日に組み合わせ抽選会が行なわれ、決勝大会の組み合わせが以下のように決定した。
- マイク・ザンビディス vs. 長島☆自演乙☆雄一郎
- アルバート・クラウス vs. ジョルジオ・ペトロシアン
- ドラゴ vs. モハメド・カマル
- ミハウ・グロガフスキー vs. 佐藤嘉洋

DREAMルールの試合が1試合行なわれ、アンドリュース・ナカハラがムン・ジュンヒに判定勝ちを収めた。
女子選手による試合も予定されていたが、イム・スジョンの体調不良により中止された。

## 試合結果

### オープニングファイト
オープニングファイト K-1ルール 70kg契約 3分3R延長1R
○  キム・ソンウク vs.  キム・ドンス ×
3R終了 判定2-1（30-29、29-30、30-29）

### 本戦
第1試合 スーパーファイト 63kg契約（K-1ルール／3分3R延長1R）
○  キム・テファン vs.  ファイヤー原田 ×
1R 2:59 KO（3ノックダウン：右ローキック）
第2試合 スーパーファイト 63kg契約（K-1ルール／3分3R延長1R）
○  イ・ソンヒョン vs.  才賀紀左衛門 ×
3R終了 判定3-0（30-27、30-27、30-27）
第3試合 スーパーファイト 67kg契約（K-1ルール／3分3R延長1R）
○  イム・チビン vs.  吉川英明 ×
3R終了 判定3-0（30-28、30-27、30-28）
第4試合 スーパーファイト 70kg契約（K-1ルール／3分3R延長1R）
○  パヨンソック・スーパープロ サムイ vs.  チェ・ウヨン ×
3R終了 判定3-0（30-27、30-26、30-27）
第5試合 スーパーファイト 54kg契約（K-1ルール／2分3R延長1R）
－  イム・スジョン vs.  谷村郁江 －
試合中止（イム・スジョンの体調不良）
第6試合 スーパーファイト 76kg契約（DREAMルール／1R10分・2R5分）
○  アンドリュース・ナカハラ vs.  ムン・ジュンヒ ×
2R終了 判定3-0
第7試合 -70kg World Championship Tournament FINAL16（K-1ルール／3分3R延長1R）
○  マイク・ザンビディス vs.  シャヒッド ×
延長R終了 判定3-0（10-8、10-8、10-8）
※3R終了時 判定1-0（27-27、28-26、27-27）
※ザンビディスがトーナメント準々決勝進出
第8試合 -70kg World Championship Tournament FINAL16（K-1ルール／3分3R延長1R）
○  モハメド・カマル vs.  アルトゥール・キシェンコ ×
3R終了 判定3-0（30-28、29-28、30-28）
※カマルがトーナメント準々決勝進出
第9試合 -70kg World Championship Tournament FINAL16（K-1ルール／3分3R延長1R）
○  ミハウ・グロガフスキー vs.  サガッペット ×
延長R終了 判定2-1（10-9、9-10、10-9）
※3R終了時 判定1-0（28-28、28-27、28-28）
※グロガフスキーがトーナメント準々決勝進出
第10試合 セミファイナル -70kg World Championship Tournament FINAL16（K-1ルール／3分3R延長1R）
○  ジョルジオ・ペトロシアン vs.  ヴィタリ・ウルコフ ×
3R終了 判定3-0（30-26、30-26、30-26）
※ペトロシアンがトーナメント準々決勝進出
第11試合 メインイベント -70kg World Championship Tournament FINAL16（K-1ルール／3分3R延長1R）
○  ドラゴ vs.  イ・スファン ×
2R 2:52 KO（右ハイキック）
※ドラゴがトーナメント準々決勝進出